# Öjungen, Bollnäs kommun
Öjungen är en sjö i Bollnäs kommun i Hälsingland och ingår i Ljusnans huvudavrinningsområde. Sjön är 31 meter djup, har en yta på 2,14 kvadratkilometer och befinner sig 188 meter över havet. Sjön avvattnas av vattendraget Växboån.
Söder om sjön ligger Svaberget (247 m ö.h.). På Öjungens nordvästra strand ligger fäbodarna Öjungsvallen.

## Delavrinningsområde
Öjungen ingår i delavrinningsområde (681545-154031) som SMHI kallar för Utloppet av Öjungen. Medelhöjden är 235 meter över havet och ytan är 13,85 kvadratkilometer. Det finns ett avrinningsområde uppströms, och räknas det in blir den ackumulerade arean 21,65 kvadratkilometer. Växboån som avvattnar avrinningsområdet har biflödesordning 2, vilket innebär att vattnet flödar genom totalt 2 vattendrag innan det når havet efter 69 kilometer. Avrinningsområdet består mestadels av skog (73 procent). Avrinningsområdet har 2,13 kvadratkilometer vattenytor vilket ger det en sjöprocent på 15,4 procent.